# Nikita Zotov
Pour les articles homonymes, voir Zotov.
Le comte Nikita Moisseïevitch Zotov (en russe : Никита Моисеевич Зотов, nʲ'kʲta moɨ'sʲɛɪvʲɪt͡ɕ 'zotv (écouter)) (1644-Décembre 1717) était un tuteur d'enfance et un ami de longue date du tsar russe Pierre le Grand. Les historiens sont en désaccord sur la qualité du tutorat de Zotov. Robert K. Massie, par exemple, loue ses efforts, mais Lindsey Hughes critique l'éducation qu'il a donnée au futur tsar.
On ne sait pas grand-chose de la vie de Zotov en dehors de sa relation avec Pierre. Il a quitté Moscou pour une mission diplomatique en Crimée en 1680 et est retourné à Moscou avant 1683. Il est devenu membre de la « Joyeuse Compagnie », un groupe de plusieurs dizaines d'amis de Pierre qui est finalement devenu le Synode des Fous et Bouffons blaguant et buvants. Zotov a été par moquerie nommé « Prince-Pape » du Synode, et les a régulièrement menés dans les jeux et les célébrations. Il a accompagné Pierre à de nombreuses occasions importantes, telles que les campagnes d'Azov et la torture des Streltsy après leur soulèvement. Zotov a occupé un certain nombre de postes d'État, dont à partir de 1701 un poste de direction au secrétariat personnel du tsar. Trois ans avant sa mort, Zotov a épousé une femme de 50 ans son cadet. Il mourut en décembre 1717 de causes inconnues.

## Tutelle de PierreIer

### Contexte

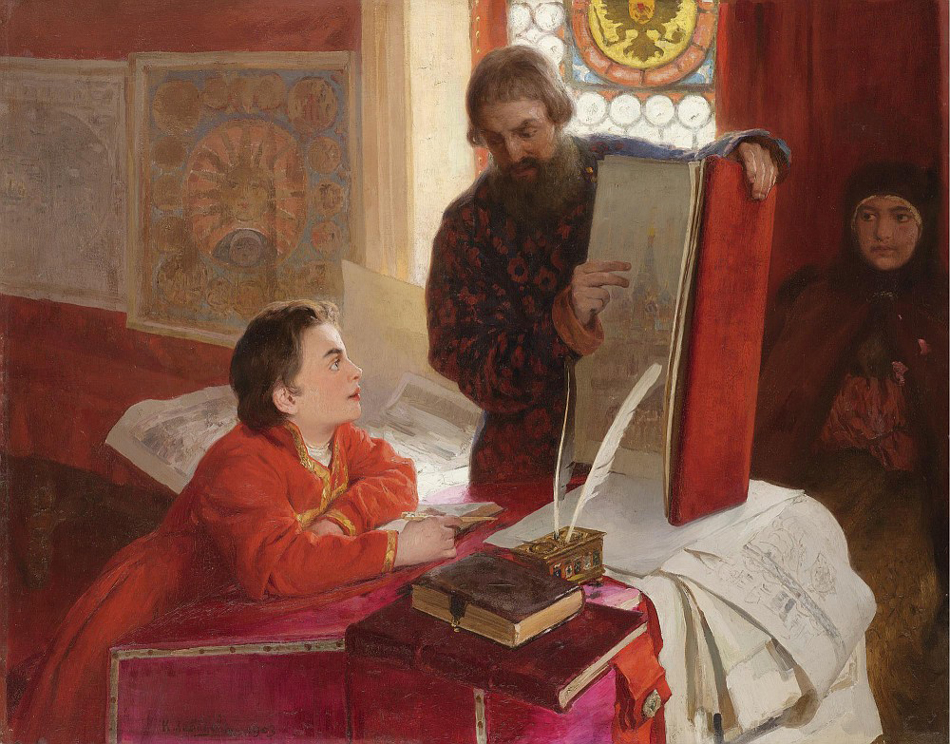
Zotov enseigne au jeune Pierre Ier, peinture de Klavdy Lebedev, 1913.

Alexis I, tsar de Russie, s'est marié deux fois au cours de sa vie, d'abord avec Maria Miloslavskaya puis avec Natalia Narychkina après la mort de Maria. Pierre I est né à Natalia Narychkina le 30 mai 1672 . Après la mort du tsar Alexis le 8 février 1676 , le demi-frère et parrain de Pierre Féodor, le « fils survivant aîné semi-invalide de Maria Miloslavskaya », est devenu le tsar de Russie. Ivan Miloslavsky, l'oncle de Féodor, est revenu à Moscou d'un exil virtuel en tant que gouverneur d'Astrakhan pour devenir ministre en chef. Sa famille n'était pas au pouvoir depuis un certain temps à la suite du remariage du tsar Alexis. En conséquence, Ivan Miloslavsky détestait la famille Narychkine, qui comprenait Pierre, Natalia Narychkina et le père adoptif de Natalia, Artamon Matveyev. Lorsqu'une nouvelle famille dirigeante prenait le pouvoir, la famille dirigeante précédente était généralement bannie à une position cérémonielle quelque part loin de Moscou. Au lieu de cela, Ivan Miloslavsky a essayé d'arrêter les Narychkines, mais Féodor ne lui a permis que d'exiler Artamon Matveyev. Féodor aimait son demi-frère Pierre et la mère de Pierre, et tous deux ont été autorisés à rester au Kremlin dans des appartements privés.
La plupart des Moscovites du XVIIe siècle ont reçu peu d'éducation, et les niveaux d'alphabétisation étaient faibles, même parmi la noblesse, l'éducation pour laquelle se composait généralement d'un peu de lecture, d'écriture et d'une petite quantité d'histoire et de géographie. Les érudits religieux faisaient généralement exception à cette règle et apprenaient souvent la grammaire, les mathématiques et les langues étrangères. Deux des enfants du tsar Alexis - Féodor et sa sœur Tsarevna Sophia ont reçu une éducation approfondie des érudits religieux de Kiev et pouvaient parler latin et polonais.
À l'âge de trois ans, en 1674 ou 1675, Pierre a reçu une livre du tsar Alexis pour l'aider à apprendre l'alphabet ; deux ans plus tard, le tsar Féodor a suggéré à la mère de Pierre de commencer ses études. Les estimations de l'année exacte où le tutorat de Pierre a commencé varient largement ; de nombreux auteurs font référence à une date de début dès 1677, et aussi tard que 1683 ,, bien que de multiples sources identifient spécifiquement le 12 mars 1677 comme le début du tutorat de Pierre,. Nikita Zotov, un ancien greffier d'église, ou « secrétaire de la Douma » du département de collecte des impôts de la bureaucratie gouvernementale, été choisi pour enseigner à Pierre à lire et à écrire.

### Nomination et instruction

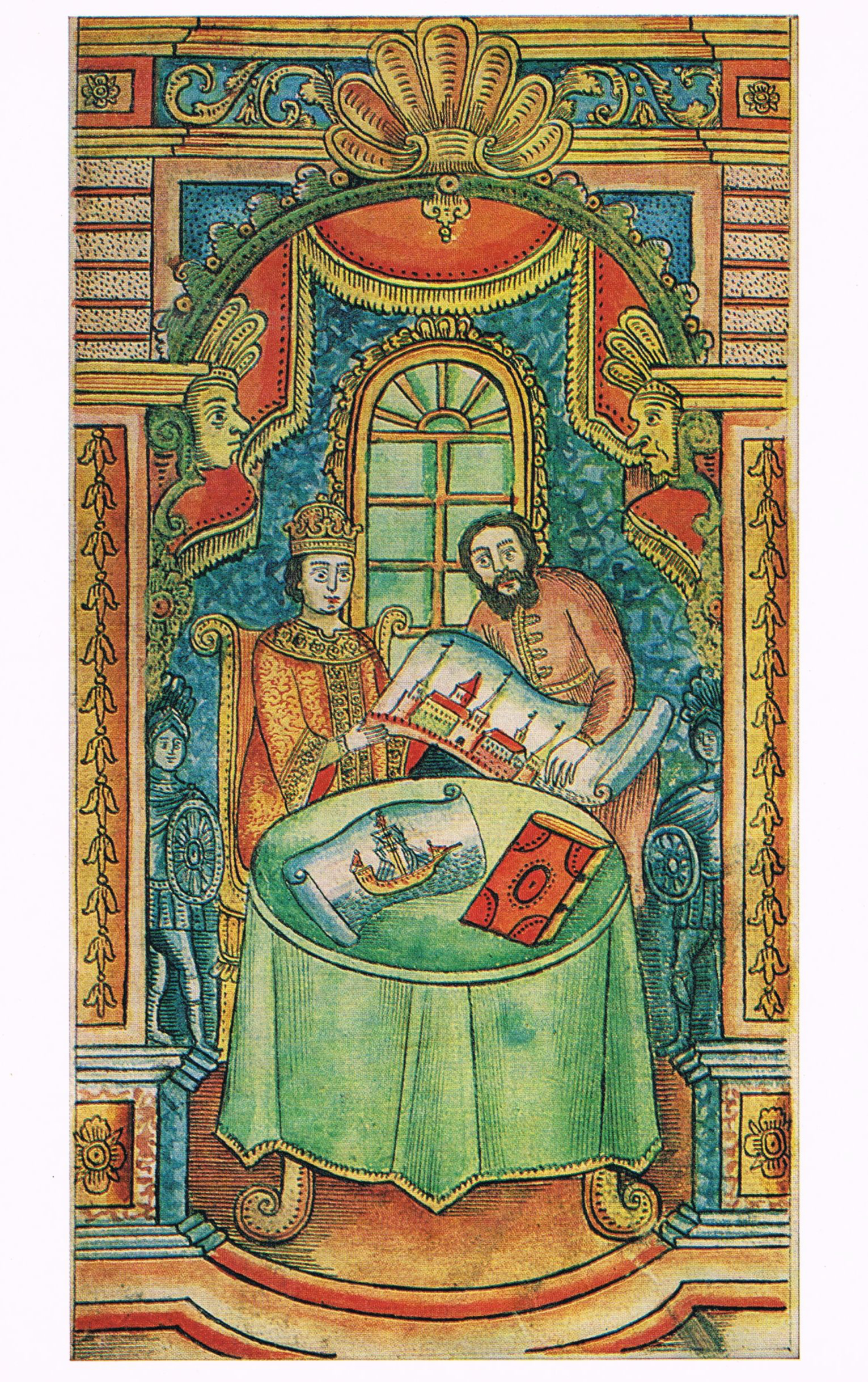
Nikita Zotov et Pierre Ier.

Zotov n'était pas un érudit religieux, mais il connaissait bien la Bible - une qualification importante pour Natalia Narychkina. Bien qu'il ne s'y attendait pas, il a été bien récompensé avant même d'avoir commencé son travail, recevant de Féodor et de la Tsaritsa, ainsi que du patriarche Joachim, des cadeaux comprenant un ensemble d'appartements, deux nouveaux ensembles de vêtements et cent roubles. Il a également été élevé au rang de noble mineur. Zotov a pris avec humilité et dévotion la demande de la Tsaritsa et a été fasciné par la perspective d'enseigner Pierre. Zotov et Pierre sont rapidement devenus de bons amis, et Zotov est resté proche de Pierre jusqu'à la mort de l'ancien.
La première leçon de Pierre a commencé le matin après la nomination de Zotov. Après que les livres aient été aspergés d'eau bénite, Zotov a commencé son instruction ; d'abord dans l'alphabet, puis dans le livre de prières. Il a enseigné la Bible, dont Pierre a appris de longs passages qu'il pouvait encore réciter de mémoire quarante ans plus tard. Zotov a également appris à son élève à chanter, et dans ses dernières années, Pierre accompagnait souvent spontanément des chorales lors des services religieux. Bien qu'initialement chargé uniquement d'enseigner la lecture et l'écriture, Zotov a trouvé que Pierre était intellectuellement curieux et intéressé par tout ce qu'il pouvait transmettre. Pierre a demandé des leçons sur l'histoire, les batailles et les héros russes. À la demande de Zotov, le tsaritsa a ordonné que les gravures de « villes et palais étrangers, voiliers, armes et événements historiques » soient apportées par le bureau des munitions. Zotov les a placés dans la salle d'étude, avec un globe quelque peu précis pour l'époque, pour distraire Pierre quand il s'ennuyait avec ses études. D'autres tuteurs « de fortune » informels (étrangers et nationaux) et des domestiques ont été amenés pour des jeux en plein air tapageurs avec des balles réelles. Ils devaient également enseigner à Pierre d'autres sujets tels que l'histoire royale et militaire, la forge, la menuiserie, l'imprimerie, et, exceptionnellement pour la noblesse russe de l'époque, la voile et la construction navale.

### Impact

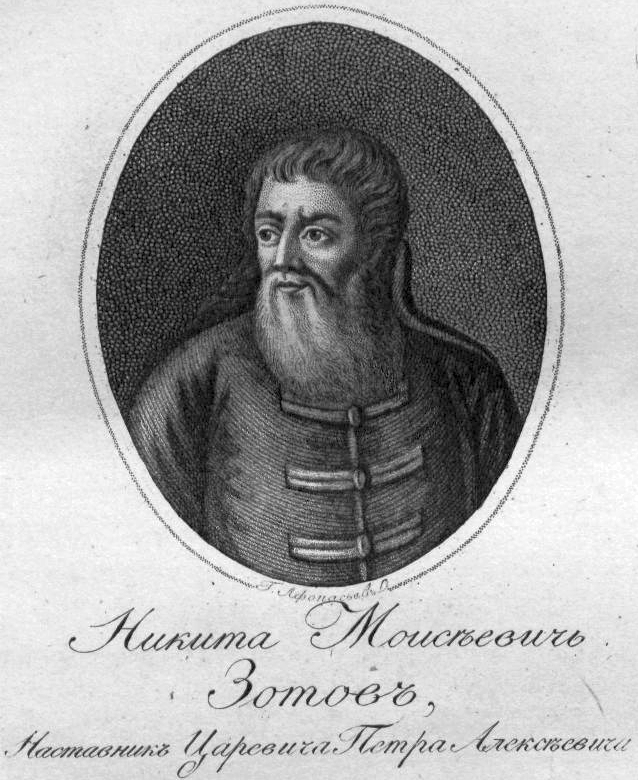
Nikita Zotov.

Zotov est devenu l'un des premiers amis de Pierre, et les deux sont restés proches tout au long de la vie de Zotov. Lindsey Hughes (en), un historien du XXe siècle, a critiqué Zotov pour avoir donné à Pierre une éducation qui n'enseignait pas ce qu'un futur tsar devrait savoir. Son contemporain, Robert K. Massie, a soutenu que l'éducation était la meilleure possible pour un garçon curieux comme Pierre, car il était peu probable qu'il devienne un tsar, son demi-frère Ivan V étant placé avant lui dans le ligne de succession. Selon Massie, bien que Zotov n'ait peut-être pas enseigné à Pierre au plus haut niveau possible, il a dispensé « la meilleure éducation pour un esprit comme celui de Pierre », car cela « a stimulé la curiosité [de Pierre] » et lui a permis de devenir « en grande partie, un homme autodidacte ». L'amitié de Zotov avec le tsar est devenue plus tard une source d'inquiétude pour les autres membres du gouvernement, dont beaucoup — y compris même le puissant Menchikov — craignaient son influence.
En 1680, Zotov a entrepris une mission diplomatique de trois ans en Crimée ; les sources ne s'entendent pas sur le fait que ce soit avant ou après avoir instruit Pierre. Lorsque Pierre a quitté le Kremlin pour passer son enfance à Preobrajenskoïe, deux ans après le départ de Zotov, ses souvenirs des tuteurs qui avaient enseigné à ses frères et sœurs, Feodor et Sophia, étaient si négatifs qu'il s'est coupé des sujets académiques traditionnels pendant un certain temps. Il a ensuite repris ses études sous Afanassyi Nesterov et Zotov après le retour de ce dernier de Crimée. Bien que Pierre ait cherché à connaître la nature et les questions militaires plutôt que la littérature ou la théologie, il a néanmoins appris beaucoup de ces dernières de ses tuteurs. Zotov (et plus tard ses fils) a ensuite travaillé avec Pierre pour traduire des livres sur la fortification d'une langue d'Europe occidentale en russe. Pierre n'a pas appris beaucoup de choses sur les mathématiques, un sujet qu'il a dû apprendre correctement à la fin de son adolescence pour l'utiliser dans la guerre de siège et la fortification. Plus tard, Pierre a regretté son manque d'éducation plus complète et a cherché à donner à ses filles Anne et Elizabeth des formations équivalentes à celles de n'importe quelle princesse européenne,.

## Prince-pape du Synode ivre
En 1692, Pierre, qui était tsar de Russie s'est organisé lui-même et plusieurs dizaines de ses amis en un Synode des imbéciles et des bouffons, un « synode » qui parodiait la religion. Bien qu'il ait une réputation de sobriété et de jeûne , Zotov a été nommé « Prince-Pape » du Synode à cause de cela. Il était même parfois appelé Patriarche Bacchus. Pierre l'a forcé à participer aux fêtes même lorsque Zotov a invoqué maladie et épuisement.
Cependant, Zotov est rapidement devenu un participant clé des célébrations moqueuses. Après avoir d'abord bu à la santé de tous, il a « béni » le groupe avec le signe de la croix, en utilisant deux longues pipes hollandaises. En vacances, les jeux se jouaient dans les rues de Moscou et à Noël, la Compagnie parcourait la ville en chantant, avec Zotov à la tête, sur un traîneau tiré par douze hommes chauves. Zotov portait un costume très inhabituel - sa tenue était ornée de cartes à jouer ; il portait un chapeau d'étain ; et il était assis sur un tonneau. Au cours de la première semaine de Carême, une procession de « pénitents » a suivi Zotov à travers la ville sur des ânes, des bœufs et des traîneaux tirés par des chèvres, des cochons et des ours.

## Haut bureau

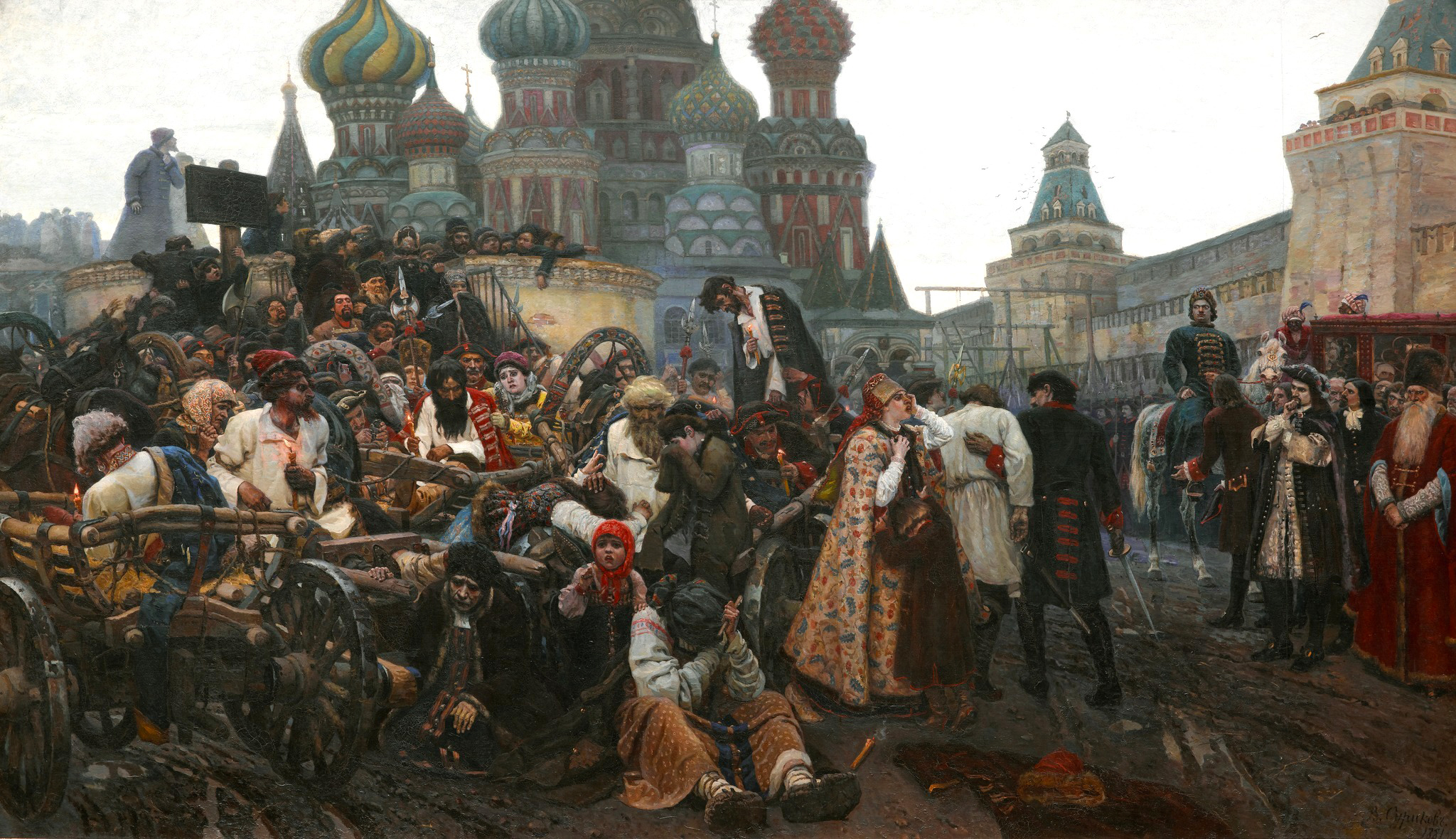
Matin d'exécution de Streltsy, par Vasily Ivanovich Surikov, 1881.

En 1695 et 1696, Pierre le Grand organise deux campagnes contre la garnison turque d'Azov. Bien que la campagne de 1695 ait finalement échoué, celle de 1696 a réussi. Les Russes ont entouré la ville d'hommes et de navires et ont franchi le mur, ce qui a contraint le pacha d'Azov à « se rendre dans des conditions honorables ». Le peuple de Moscou a été surpris par la nouvelle de la capitulation ; depuis le règne du père de Pierre, Alexis, aucune armée russe n'avait été victorieuse. Pierre a retardé son retour à la maison pour permettre à André Vinius, un autre membre de la Compagnie, d'organiser un défilé de la victoire dans la capitale. L'armée est rentrée chez elle le 10 octobre, mais au lieu d'une réception orthodoxe traditionnelle, l'armée a marché à travers une arche apparemment soutenue par Hercule et Mars. Contrairement à la coutume pour un tsar, Pierre n'est pas monté à la tête de la procession, mais a plutôt permis qu'il soit dirigé par 18 cavaliers conduisant des voitures transportant Zotov et le héros de la guerre Fiodor Golovine,,,.
Lors d'une tournée en Europe en 1698, Pierre apprend que les Streltsy se sont rebellés et se précipite immédiatement de Vienne. Après avoir vaincu les régiments rebelles, Pierre a ordonné la torture de ceux qui avaient incité les Streltsy à se rebeller. Pendant près d'un mois et demi, des hommes de la Compagnie, dont Féodor Romodanovski, Boris Golitsyne et Zotov, ont dirigé la torture en secret.
En 1701, Zotov est nommé à la tête du Conseil privé nouvellement créé par le tsar,. En 1710, Pierre a fait de Zotov un comte et un an plus tard, lorsque Pierre a créé le Sénat dirigeant, il a nommé Zotov pour le superviser.

## Vie privée

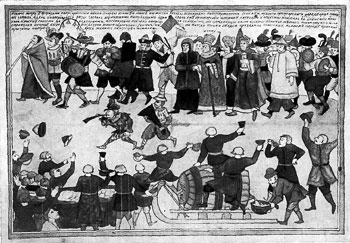
Mariage de Zotov en 1714 Lubok, XVIIIe siècle.

Nikita Zotov a été marié deux fois et a eu trois fils de son premier mariage. L'un était Vassili Zotov (mort en 1729), qui a fait ses études en dehors de Russie et est devenu le réviseur général des Oukazes (inspecteur général des décrets) en novembre 1715. En tant qu'inspecteur général, il incombait à Vassili de présider le Sénat, d'appliquer ses décrets et de signaler les sénateurs absents à Pierre,. Cependant, Vassili avait peu de pouvoir politique et n'a donc pas été en mesure de remplir son rôle en opposition aux souhaits de certains des hommes les plus puissants de l'empire russe. Le deuxième fils était Ivan Zotov (1687-1723), qui a vécu et étudié en France, où il a travaillé comme traducteur,. Le troisième fils, Konon Zotov (1690–30 décembre 1742), a étudié en Angleterre et a occupé divers postes dans la marine russe et dans le système judiciaire russe.
Selon Robert K. Massie et Lindsey Hughes, Pierre a dit à Zotov en octobre 1713 qu'il avait l'intention de le marier une deuxième fois, à Anna Pachkova, une veuve de 50 ans cadette de Zotov, malgré le souhait de Zotov de passer ses dernières années dans un monastère,. Cependant, le Dictionnaire encyclopédique Brockhaus et Efron et Sergueï Soloviov disent que Zotov a eu l'idée de se marier avec Pachkova en 1714 et que son projet de devenir moine n'était qu'une plaisanterie,.
Le mariage a été décrit par Friedrich Christian Weber, l'ambassadeur de Hanovre comme « célébré par la cour en masques ». Les invités ont été invités à se pré-inscrire en groupes de trois avec leurs costumes afin de ne pas trop ressembler aux autres invités. Les témoins ont décrit l'événement, qui a eu lieu les 27 et 28 janvier 1715 et qui avait été préparé pendant trois mois comme un « monde bouleversé ». La Compagnie portait des insignes ridicules et beaucoup de gens se comportaient exactement à l'opposé de la norme ; « les invitations aux invités étaient livrées par des bègues, les mariées étaient des estropiés, les coureurs étaient des gros hommes atteints de goutte, le prêtre avait cent ans ». Hughes note que l'événement a pu être une « variation des charivari occidentaux ou des cérémonies de honte », à travers laquelle le tsar pouvait démontrer combien il avait de pouvoir sur la vie de ses sujets. Pendant le mariage, le Synode a régulièrement chanté des chants de Noël dans les rues de Moscou et a exigé de l'argent, qui est devenu une taxe de nouvel an pour les riches.

## Mort
Nikita Zotov est décédé en décembre 1717 de causes inconnues. Pierre n'a pas perdu de temps pour avancer, au moins publiquement ; il remplaça Zotov comme « Prince-Pape » par Pierre Boutourline en le « nommant » le 28 décembre 1717. Pierre a même ordonné que la veuve de Zotov soit mariée à l'automne 1721 . Il y avait un désaccord entre Konon Zotov et sa belle-mère sur la division de la succession de Nikita Zotov ; Konon a tenté de déclarer illégitime le deuxième mariage de Nikita, pour éviter d'avoir à donner de l'argent à la famille de sa belle-mère.